# Wieze (Lebbeke)
Wieze – dzielnica (deelgemeente) gminy Lebbeke w Belgii, w Regionie Flamandzkim, w prowincji Flandria Wschodnia, w okręgu Dendermonde. 1 stycznia 2020 roku liczyła 2715 mieszkańców. Do 31 grudnia 1976 samodzielna gmina. 

## Demografia
Liczba mieszkańców, stan na 1 stycznia:
| Rok                | 1900 | 1930 | 1961 | 1970 | 2020 |
| ------------------ | ---- | ---- | ---- | ---- | ---- |
| Liczba mieszkańców | 2146 | 2275 | 2520 | 2539 | 2715 |

## Transport
Znajduje się tutaj stacja kolejowa Schellebelle.